# Guió baix
El guió baix o la ratlla baixa és un signe de puntuació auxiliar que consisteix en un traç en la part baixa de la paraula. El codi ASCII té el valor 95.

## Història
El guió baix es troba inicialment a les màquines d'escriure per a poder marcar com a subratllat els textos.

## Usos
S'usa principalment en àmbits informàtics per a substituir l'espai en els contextos que no es poden fer servir aquests caràcters, com ara els títols dels URL de les pàgines de la Viquipèdia, o amb la definició de variables seguint la convenció snake case.
També s'usa com a símbol diacrític en algunes llengües africanes o ameríndies, com ara el shoshoni.